# Кахниашвили, Тинатин Автандиловна
Тинатин Автандиловна Кахниашвили (груз. თინათინ კახნიაშვილი) ― советский и грузинский физик, доктор физико-математических наук, профессор. Занимается исследованием теоретической космологии, космических лучей, астрономии высоких энергий и гидродинамики. Профессор физики и астрономии в Государственном университете Ильи и доцент-исследователь в Университете Карнеги-Меллона.

## Биография
В 1983 году окончила физико-математический факультет Тбилисского государственного университета.
В 1988 году в Институте космических исследований АН СССР защитила кандидатскую диссертацию на тему «Гравитационная неустойчивость во Вселенной со слабо взаимодействующими частицами». Её научными руководителями были астрофизики В. Н. Лукаш и И. Д. Новиков.
В 1999 году начала учёбу в докторантуре Астрокосмического центра РАН. В 2000 году защитила докторскую диссертацию на тему «Анизотропия космического микроволнового фона и формирование крупномасштабных структур» в Астрокосмическом центре.
С 1988 по 2007 год преподавала в различных вузах Тбилиси, стала ведущим научным сотрудником Абастуманской астрофизической обсерватории.
С 2005 по 2006 год была доцентом-исследователем кафедры физики Канзасского университета. С 2008 по 2010 год была адъюнкт-профессором физики в Государственном университете Ильи. Также является полным профессором физики и астрономии в Государственном университете Ильи и доцентом-исследователем в Университете Карнеги-Меллона.
Тина Кахниашвили изучает теоретическую космологию, космические лучи, астрономию высоких энергий и гидродинамику.
Помимо родного грузинского, владеет русским, английским и французским языками.

## Область исследований
- Теоретическая космология
- Космический микроволновый фон
- Тесты фундаментальной симметрии
- Ранняя Вселенная (Поколение Возмущения)
- Гравитационные волны
- Космологические магнитные поля
- Формирование крупномасштабных структур
- Нейтрино в космологии
- Тёмная энергия и взаимодействие тёмной материи
- Модифицированная гравитация
- Астрофизика частиц
- Астрофизика высоких энергий
- Гидродинамика
- Космические магнитные поля
- Гидро- и МГД-турбулентность
- Гамма-всплески
- Космические лучи